# آساودی‌باش
آساودی‌باش (انگلیسی: Asavdybash) یک شهرک در شهرستان یانائولسکی استان باشقیرستان کشور روسیه است.